# Organização Internacional de Valores Mobiliários
A Organização Internacional de Valores Mobiliários (IOSCO) é uma associação interamericana fundada em 1983, que conta com representantes de mais de cem países. A organização tornou-se o principal fórum internacional para as autoridades reguladoras dos mercados de valores e derivativos, sendo reconhecida hoje como o standard setter internacional em matéria de mercado de capitais. O atual secretário geral da IOSCO é Paul Andrews. O principal objetivo da IOSCO é coordenar as atividades dos reguladores de valores mobiliários do mundo e estabelecer padrões globais. A IOSCO desenvolve, implementa e promove a adesão a padrões internacionalmente reconhecidos para a regulamentação de valores mobiliários e em estreita colaboração com o G20 e o Conselho de Estabilidade Financeira (FSB) na agenda de reformas regulatórias globais.